# Црква Светог Николе у Јегри
Црква Светог Николе у Јегри/Егеру (мађ. Szent Miklós Görögkeleti Szerb templom, Rác templom) je српска православна црква посвећена Светом Николи. Град Јегра се налази на северу Мађарске. 
Црква припада Будимској епархији Српске православне цркве.
Црква је посвећена светом Николи.

## Историја
Током ратова са Турцима многи Срби су избегли у Мађарску, па и у Јегру. Од 17. века користили су августинску цркву. Патријарх Чарнојевић је 1690. довео 35.000 српских породица у Јегру. Црква је изграђена од 1729. до 1732, али уз значајно противљење града. Тек је 1785. цар Јозеф II дозволио изградњу данашње цркве у стилу касног рококоа (цопф стил). Грађена је по плану Јаноша Поволног (János Povolni). Иконостас је изрезбарио Никола Јанковић 1789 — 91., слике је израдио бечки уметник Антон Кухлмајстер, а јужни улаз Италијан Ђовани Адами. У јегарском храму се могу видети иконе руских мајстора Тимотеја Симонова, Михаила Јаковлева и Прокопија Горбунова.
Унутрашња декорација цркве Светог Николе је једна од најбогатијих у целој данашњој Мађарској. Православни Срби су морали да продају цркву мађарској држави, јер нису могли да је сами оправе. Данас је ова црква претворена у музеј, јер у Јегри нема више православних верника.
Црква светог Николе у Јегри је парохија Архијерејског намесништва будимског чији је Архијерејски намесник Протојереј Зоран Остојић. Администратор парохије је протојереј-ставрофор Војислав Галић.